# Kirkersville (Ohio)
Kirkersville es una villa ubicada en el condado de Licking en el estado estadounidense de Ohio. En el Censo de 2010 tenía una población de 525 habitantes y una densidad poblacional de 90,57 personas por km².

## Geografía
Kirkersville se encuentra ubicada en las coordenadas 39°57′0″N 82°35′52″O / 39.95000, -82.59778. Según la Oficina del Censo de los Estados Unidos, Kirkersville tiene una superficie total de 5.8 km², de la cual 5.79 km² corresponden a tierra firme y (0.04%) 0 km² es agua.

## Demografía
Según el censo de 2010, había 525 personas residiendo en Kirkersville. La densidad de población era de 90,57 hab./km². De los 525 habitantes, Kirkersville estaba compuesto por el 94.48% blancos, el 2.86% eran afroamericanos, el 0.19% eran amerindios, el 1.14% eran asiáticos, el 0% eran isleños del Pacífico, el 0.38% eran de otras razas y el 0.95% pertenecían a dos o más razas. Del total de la población el 0.57% eran hispanos o latinos de cualquier raza.